# Nisswa
Nisswa é uma cidade localizada no estado americano de Minnesota, no Condado de Crow Wing.

## Demografia
Segundo o censo americano de 2000, a sua população era de 1953 habitantes.
Em 2006, foi estimada uma população de 2090, um aumento de 137 (7.0%).

## Geografia
De acordo com o United States Census Bureau tem uma área de
47,7 km², dos quais 28,2 km² cobertos por terra e 19,5 km² cobertos por água. Nisswa localiza-se a aproximadamente 367 m acima do nível do mar.

## Localidades na vizinhança
O diagrama seguinte representa as localidades num raio de 16 km ao redor de Nisswa.